# Høje Taastrup Provsti
Høje Taastrup Provsti er et provsti i Helsingør Stift.
Høje Taastrup Provsti består af 9 sogne med 10 kirker, fordelt på 7 pastorater.

## Pastorater
| Pastorater i Høje Taastrup Provsti | Pastorater i Høje Taastrup Provsti | Pastorater i Høje Taastrup Provsti |
| ---------------------------------- | ---------------------------------- | ---------------------------------- |
| Fløng Pastorat                     | Hedehusene-Reerslev Pastorat       | Høje Taastrup Pastorat             |
| Ishøj-Torslunde Pastorat           | Rønnevang Pastorat                 | Sengeløse Pastorat                 |
| Tåstrup Nykirke Pastorat           |                                    |                                    |

## Sogne
| Sogne i Høje Taastrup Provsti | Sogne i Høje Taastrup Provsti | Sogne i Høje Taastrup Provsti |
| ----------------------------- | ----------------------------- | ----------------------------- |
| Fløng Sogn                    | Hedehusene Sogn               | Høje Taastrup Sogn            |
| Ishøj Sogn                    | Reerslev Sogn                 | Rønnevang Sogn                |
| Sengeløse Sogn                | Torslunde Sogn                | Tåstrup Nykirke Sogn          |